# Hoofdklasse hockey heren 2008/09
Het seizoen 2008/09 is de 36ste editie van de Nederlandse Hoofdklasse hockey. De competitie begon 21 september 2008 en eindigde op 3 mei 2009. 
In het voorgaande jaar is Voordaan gedegradeerd. Hiervoor kwam Klein Zwitserland in de plaats.
Bloemendaal versloeg Amsterdam in de finale van de play offs en werd landskampioen. Klein Zwitserland degradeerde rechtstreeks.

## Clubs
De clubs die dit seizoen aantreden:
| Club                 | Stad             | Coach            |
| -------------------- | ---------------- | ---------------- |
| Amsterdamsche H&BC   | Amsterdam        | Sjoerd Marijne   |
| HC Bloemendaal       | Bloemendaal      | Max Caldas       |
| HC Den Bosch         | 's-Hertogenbosch | Orion Alcaraz    |
| HGC                  | Wassenaar        | Alexander Cox    |
| HC Kampong           | Utrecht          | Reinoud Wolff    |
| HC Klein Zwitserland | Den Haag         | Bart Looije      |
| Larense MHC          | Laren            | Roelant Oltmans  |
| Oranje Zwart         | Eindhoven        | Roger van Gent   |
| Pinoké               | Amsterdam        | Giles Bonnet     |
| HC Rotterdam         | Rotterdam        | Hans Streeder    |
| SCHC                 | Bilthoven        | Rob Haantjes     |
| TMHC Tilburg         | Tilburg          | Siegfried Aikman |

## Eindstand
Eindstand na 22 speelronden:
| #  | Club              | GS | W  | G | V  | P  | DV      | DT      | DS  |
| -- | ----------------- | -- | -- | - | -- | -- | ------- | ------- | --- |
| 1  | Bloemendaal       | 22 | 17 | 3 | 2  | 54 | 88 - 41 | 88 - 41 | +47 |
| 2  | Amsterdam         | 22 | 15 | 3 | 4  | 48 | 79 - 46 | 79 - 46 | +33 |
| 3  | Oranje Zwart      | 22 | 14 | 3 | 5  | 45 | 60 - 36 | 60 - 36 | +24 |
| 4  | Rotterdam         | 22 | 11 | 9 | 2  | 41 | 80 - 63 | 80 - 63 | +17 |
| 5  | SCHC              | 22 | 8  | 4 | 10 | 28 | 71 - 75 | 71 - 75 | -4  |
| 6  | Kampong           | 22 | 7  | 7 | 8  | 28 | 61 - 66 | 61 - 66 | -5  |
| 7  | HGC               | 22 | 6  | 7 | 9  | 25 | 76 - 70 | 76 - 70 | +6  |
| 8  | Laren             | 22 | 6  | 5 | 11 | 23 | 56 - 60 | 56 - 60 | -4  |
| 9  | Den Bosch         | 22 | 6  | 5 | 11 | 23 | 60 - 82 | 60 - 82 | -22 |
| 10 | Tilburg           | 22 | 6  | 2 | 14 | 20 | 53 - 80 | 53 - 80 | -27 |
| 11 | Pinoké            | 22 | 4  | 5 | 13 | 17 | 50 - 83 | 50 - 83 | -33 |
| 12 | Klein Zwitserland | 22 | 3  | 5 | 14 | 14 | 48 - 80 | 48 - 80 | -32 |

### Legenda
| Afk.              | Betekenis                                                                              |
| ----------------- | -------------------------------------------------------------------------------------- |
| GS                | aantal gespeelde wedstrijden                                                           |
| W                 | aantal gewonnen wedstrijden                                                            |
| G                 | aantal gelijk gespeelde wedstrijden                                                    |
| V                 | aantal verloren wedstrijden                                                            |
| P                 | totaal aantal punten                                                                   |
| DV                | aantal gemaakte doelpunten                                                             |
| DT                | aantal doelpunten tegen                                                                |
| DS                | doelsaldo                                                                              |
| Bloemendaal       | Bloemendaal, Amsterdam en Rotterdam plaatsen zich voor de Euro Hockey League 2009/2010 |
| Oranje Zwart      | Oranje Zwart heeft zich alleen weten te plaatsen voor de play offs                     |
| Tilburg           | Tilburg en Pinoké hebben zich weten te handhaven dankzij winst in de play offs.        |
| Klein Zwitserland | Klein Zwitserland is rechtstreeks gedegradeerd                                         |

## Uitslagen reguliere competitie
Informatie: Zonder de Play Offs.

De thuisspelende ploeg staat in de linkerkolom.
|                   | AMS | BLO  | DBO | HKZ | HGC | KAM | LAR | ORA | PIN | ROT | SCH | TIL |
| ----------------- | --- | ---- | --- | --- | --- | --- | --- | --- | --- | --- | --- | --- |
| Amsterdam         |     | 2-3  | 8-2 | 4-1 | 3-1 | 7-5 | 2-1 | 1-1 | 6-1 | 3-4 | 3-1 | 7-1 |
| Bloemendaal       | 1-3 |      | 7-4 | 7-1 | 6-1 | 4-1 | 3-1 | 3-1 | 3-2 | 2-2 | 3-3 | 2-1 |
| Den Bosch         | 1-3 | 1-11 |     | 4-3 | 4-4 | 2-2 | 2-3 | 2-4 | 6-2 | 1-6 | 7-2 | 4-1 |
| Klein Zwitserland | 3-4 | 0-4  | 2-2 |     | 2-6 | 2-2 | 2-2 | 2-3 | 3-4 | 4-3 | 4-5 | 1-6 |
| HGC               | 4-5 | 3-4  | 7-1 | 6-2 |     | 4-5 | 2-2 | 1-2 | 4-1 | 4-4 | 3-3 | 3-3 |
| Kampong           | 1-1 | 3-3  | 1-3 | 2-0 | 5-5 |     | 3-1 | 1-5 | 3-0 | 4-5 | 4-2 | 2-2 |
| Laren             | 2-3 | 2-4  | 4-4 | 2-3 | 2-1 | 3-4 |     | 3-1 | 3-1 | 4-4 | 4-6 | 9-2 |
| Oranje Zwart      | 2-1 | 3-1  | 3-3 | 2-1 | 3-2 | 3-2 | 1-2 |     | 7-1 | 1-1 | 5-0 | 4-0 |
| Pinoké            | 3-4 | 2-9  | 1-0 | 2-2 | 4-6 | 3-3 | 1-1 | 3-1 |     | 5-5 | 3-7 | 5-2 |
| Rotterdam         | 2-1 | 1-2  | 2-1 | 4-4 | 4-4 | 5-4 | 2-0 | 4-3 | 3-3 |     | 5-4 | 3-2 |
| SCHC              | 2-2 | 2-3  | 4-5 | 3-2 | 2-3 | 1-3 | 6-3 | 1-2 | 3-2 | 4-4 |     | 5-3 |
| Tilburg           | 4-6 | 2-3  | 2-1 | 3-4 | 3-2 | 5-1 | 3-2 | 1-3 | 2-1 | 3-7 | 2-5 |     |

## Topscorers
| Heren \| # \| Naam \| Club \| Tot. \| V \| SC \| SB \| \| - \| ----------------- \| ------------ \| ---- \| -- \| -- \| -- \| \| 1 \| Roderick Weusthof \| SCHC \| 34 \| 8 \| 26 \| 0 \| \| 2 \| Ashley Jackson \| HGC \| 28 \| 4 \| 22 \| 2 \| \| 3 \| Taeke Taekema \| Amsterdam \| 27 \| 0 \| 27 \| 0 \| \| 4 \| Jan-Marco Montag \| Den Bosch \| 21 \| 0 \| 20 \| 1 \| \| 5 \| Sohail Abbas \| Rotterdam \| 19 \| 0 \| 19 \| 0 \| \| \| Olmer Meijer \| Bloemendaal \| 19 \| 0 \| 19 \| 0 \| \| 7 \| Jamie Dwyer \| Bloemendaal \| 18 \| 17 \| 0 \| 1 \| \| 8 \| Luke Doerner \| Laren \| 17 \| 1 \| 14 \| 2 \| \| 9 \| Lucas Judge \| Oranje Zwart \| 16 \| 16 \| 0 \| 0 \| \| \| Melchior Looijen \| Kampong \| 16 \| 0 \| 16 \| 0 \| |                   |              |      |    |    |    |
| # | Naam              | Club         | Tot. | V  | SC | SB |
| 1 | Roderick Weusthof | SCHC         | 34   | 8  | 26 | 0  |
| 2 | Ashley Jackson    | HGC          | 28   | 4  | 22 | 2  |
| 3 | Taeke Taekema     | Amsterdam    | 27   | 0  | 27 | 0  |
| 4 | Jan-Marco Montag  | Den Bosch    | 21   | 0  | 20 | 1  |
| 5 | Sohail Abbas      | Rotterdam    | 19   | 0  | 19 | 0  |
| | Olmer Meijer      | Bloemendaal  | 19   | 0  | 19 | 0  |
| 7 | Jamie Dwyer       | Bloemendaal  | 18   | 17 | 0  | 1  |
| 8 | Luke Doerner      | Laren        | 17   | 1  | 14 | 2  |
| 9 | Lucas Judge       | Oranje Zwart | 16   | 16 | 0  | 0  |
| | Melchior Looijen  | Kampong      | 16   | 0  | 16 | 0  |

| Legenda                                                               |
| --------------------------------------------------------------------- |
| V = veld-doelpunten SC = doelpunten uit strafcorners SB = strafballen |

## Play-offs kampioenschap
Na de reguliere competitie wordt het seizoen beslist door middel van play-offs om te bepalen wie zich kampioen van Nederland mag noemen. Voor zowel de Heren als de Dames begonnen deze een week na het einde van hun competitie. De nummer 1 van zowel de heren als de dames neemt het op tegen de nummer 4 en de nummer 2 neemt het dan op tegen de nummer 3. De winnaars hiervan komen in de finale.
Geplaatsten: Bloemendaal, Oranje Zwart, Amsterdam en Rotterdam.
Eerste halve finales
| 9 mei 2009 15.00          |           |             |                                                |
| Rotterdam                 | 1-0 (0-0) | Bloemendaal | Scheidsrechters: Maarten Boskamp Roel van Eert |
| 58. Phil Burrows (sc) 1-0 |           |             | Scheidsrechters: Maarten Boskamp Roel van Eert |

| 9 mei 2009 15.00                                                                                             |           |                            |                                                     |
| Oranje Zwart                                                                                                 | 4-1 (3-1) | Amsterdam                  | Scheidsrechters: Roderick Wijsmuller Bart de Liefde |
| 20. Robert van der Horst (sb) 1-0 25. Bob de Voogd 2-0 35. Lucas Judge 3-1 70. Mink van der Weerden (sb) 4-1 |           | 34. Taeke Taekema (sc) 2-1 | Scheidsrechters: Roderick Wijsmuller Bart de Liefde |

Tweede halve finales
| 10 mei 2009 15.00                                                               |                |                                               |                                           |
| Bloemendaal                                                                     | 3-2 (2-2)(1-2) | Rotterdam                                     | Scheidsrechters: Rob ten Cate Gijs Hofman |
| 28. Jamie Dwyer 1-2 48. Tim Jenniskens 2-2 76. Ronald Brouwer 3-2 (golden goal) |                | 2. Jeroen Hertzberger 1-0 3. Phil Burrows 2-0 | Scheidsrechters: Rob ten Cate Gijs Hofman |

| 10 mei 2009 15.00                           |           |                                   |                                                 |
| Amsterdam                                   | 2-1 (1-1) | Oranje Zwart                      | Scheidsrechters: Michiel Brüning Coen van Bunge |
| 18. Santi Freixa 1-0 52. Mirco Pruiyser 2-1 |           | 25. Mink van der Weerden (sc) 1-1 | Scheidsrechters: Michiel Brüning Coen van Bunge |

Derde halve finales (beslissing)
| 13 mei 2009 20.30                                                                         |           |                                               |                                                                    |
| Bloemendaal                                                                               | 4-1 (1-1) | Rotterdam                                     | Scheidsrechters: Gijs Hofman (Roderick Wijsmuller) Michiel Brüning |
| 24. Nick Meijer 1-1 52. Olmer Meijer (sc) 2-1 59. Nick Meijer 3-1 67. Teun de Nooijer 4-1 |           | 7. Ryan Archibald (sc) 0-1 Rood: Mark Knowles | Scheidsrechters: Gijs Hofman (Roderick Wijsmuller) Michiel Brüning |

| 13 mei 2009 20.30                                                                                     |           |                                                                                               |                                             |
| Amsterdam                                                                                             | 4-3 (0-1) | Oranje Zwart                                                                                  | Scheidsrechters: Roel van Eert Rob ten Cate |
| 40. Santi Freixa (sb) 1-1 48. Valentin Verga 2-1 60. Taeke Taekema (sc) 3-3 67. Santi Freixa (sc) 4-3 |           | 21. Mink van der Weerden (sc) 0-1 53. Mink van der Weerden (sc) 2-2 58. Bob de Voogd (sc) 2-3 | Scheidsrechters: Roel van Eert Rob ten Cate |

Amsterdam en Bloemendaal spelen de finale en Oranje Zwart en Rotterdam de finale om 3de plaats.
3de/4de plaats
| 17 mei 2009 15.00                                 |           |                       |                                                  |
| Rotterdam                                         | 2-1 (1-0) | Oranje Zwart          | Scheidsrechters: Bart de Liefde Jonas van ´t Hek |
| 23. Ryan Archibald 1-0 49. Jeroen Hertzberger 2-1 |           | 40. Thomas Briels 1-1 | Scheidsrechters: Bart de Liefde Jonas van ´t Hek |

| 23 mei 2009 15.00                         |           |                                                              |                                               |
| Oranje Zwart                              | 2-3 (1-0) | Rotterdam                                                    | Scheidsrechters: Maarten Boskamp Rob ten Cate |
| 42. Bob de Voogd 1-0 68. Bob de Voogd 2-3 |           | 40. Mark Knowles 1-1 49. Simon Child 1-2 65. Simon Child 1-3 | Scheidsrechters: Maarten Boskamp Rob ten Cate |

Finale
| 17 mei 2009 15.00                                                  |           | |                                              |
| Amsterdam                                                          | 3-5 (2-2) | Bloemendaal                                                                                                 | Scheidsrechters: Coen van Bunge Rob ten Cate |
| 13. Mirco Pruyser 1-1 26. Don Prins 2-1 63. Taeke Taekema (sb) 3-5 |           | 6. Roderigo Garza 1-0 35. Jamie Dwyr 2-2 40. Jamie Dwyr 2-3 49. Martijn van Mierlo 2-4 56. Olmer Meijer 2-5 | Scheidsrechters: Coen van Bunge Rob ten Cate |

| 23 mei 2009 15.05                                |           |                                                                                  |                                                |
| Bloemendaal                                      | 2-3 (0-1) | Amsterdam                                                                        | Scheidsrechters: Michiel Brüning Roel van Eert |
| 45. Ronald Brouwer 1-2 62. Laurence Docherty 2-2 |           | 25. Taeke Taekema (sc) 0-1 44. Taeke Taekema (sc) 0-2 68. Taeke Taekema (sc) 2-3 | Scheidsrechters: Michiel Brüning Roel van Eert |

| 24 mei 2009 15.00                    |                |           |                                                |
| Bloemendaal                          | 1-0 (0-0)(0-0) | Amsterdam | Scheidsrechters: Michiel Brüning Roel van Eert |
| 73. Ronald Brouwer (golden goal) 1-0 |                |           | Scheidsrechters: Michiel Brüning Roel van Eert |

Eindrangschikking
| # | club                                                   |
| - | ------------------------------------------------------ |
| 1 | Bloemendaal (kampioen 2008/09 en deelname EHL 2009/10) |
| 2 | Amsterdam (deelname EHL 2009/10)                       |
| 3 | Rotterdam (deelname EHL 2009/10)                       |
| 4 | Oranje Zwart                                           |

## Promotie/degradatie play-offs
De als 10de en 11de geëindigde hoofdklassers Tilburg en Pinoké moesten zich via deze play offs proberen te handhaven in de hoofdklasse. Hurley en Victoria zijn kampioen geworden van de overgangsklasse en moeten uitmaken wie de opengevallen plaats in de hoofdklasse overneemt van Klein Zwitserland.
Play-off rechtstreekse promotie
|                   |          |           |        |  |
| 16 mei 2009 15.00 | Victoria | 4-4 (0-0) | Hurley |  |
| 16 mei 2009 15.00 |          |           |        |  |

|                   |        |           |          |  |
| 17 mei 2009 15.00 | Hurley | 4-2 (0-0) | Victoria |  |
| 17 mei 2009 15.00 |        |           |          |  |

Hurley gepromoveerd en Victoria neemt het op tegen Pinoké om promotie/handhaving. De nummers 2 van de beide overgangsklassen Schaerweijde en Voordaan nemen het tegen elkaar op om te bepalen wie in de tweede serie play offs het dan op mag nemen tegen Tilburg.
Play-off nummers 2 overgangsklasse
|                   |          |           |              |  |
| 16 mei 2009 15.00 | Voordaan | 0-2 (0-0) | Schaerweijde |  |
| 16 mei 2009 15.00 |          |           |              |  |

|                   |              |           |          |  |
| 17 mei 2009 15.00 | Schaerweijde | 2-1 (1-0) | Voordaan |  |
| 17 mei 2009 15.00 |              |           |          |  |

Voordaan terug naar Overgangsklasse en Schaerweijde neemt het op tegen Tilburg om promotie/handhaving.
Play-offs tweede serie
|                   |              |                   |         |  |
| 24 mei 2009 15.00 | Schaerweijde | 3-4 (3-3)(1-1)    | Tilburg |  |
| 24 mei 2009 15.00 |              | (golden goal, sc) |         |  |

|                   |          |           |        |  |
| 24 mei 2009 15.00 | Victoria | 2-7 (1-3) | Pinoké |  |
| 24 mei 2009 15.00 |          |           |        |  |

|                   |         |           |              |  |
| 27 mei 2009 20.00 | Tilburg | 2-0 (2-0) | Schaerweijde |  |
| 27 mei 2009 20.00 |         |           |              |  |

|                   |        |                |          |  |
| 28 mei 2009 20.00 | Pinoké | 2-2 (1-1)      | Victoria |  |
| 28 mei 2009 20.00 |        | wn strafballen |          |  |

|                   |          |           |        |  |
| 31 mei 2009 15.00 | Victoria | 0-2 (0-1) | Pinoké |  |
| 31 mei 2009 15.00 |          |           |        |  |

Tilburg en Pinoké handhaven zich.
Nederlands landskampioenschap:

1897/98 ·
1898/99 ·
1899/00 ·
1900/01 ·
1901/02 ·
1902/03 ·
1903/04 ·
1904/05 ·
1905/06 ·
1906/07 ·
1907/08 ·
1908/09 ·
1909/10 ·
1910/11 ·
1911/12 ·
1912/13 ·
1913/14 ·
1914/15 ·
1915/16 ·
1916/17 ·
1917/18 ·
1918/19 ·
1919/20 ·
1920/21 ·
1921/22 ·
1922/23 ·
1923/24 ·
1924/25 ·
1925/26 ·
1926/27 ·
1927/28 ·
1928/29 ·
1929/30 ·
1930/31 ·
1931/32 ·
1932/33 ·
1933/34 ·
1934/35 ·
1935/36 ·
1936/37 ·
1937/38 ·
1938/39 ·
1939/40 ·
1940/41 ·
1941/42 ·
1942/43 ·
1943/44 ·
1944/45 ·
1945/46 ·
1946/47 ·
1947/48 ·
1948/49 ·
1949/50 ·
1950/51 ·
1951/52 ·
1952/53 ·
1953/54 ·
1954/55 ·
1955/56 ·
1956/57 ·
1957/58 ·
1958/59 ·
1959/60 ·
1960/61 ·
1961/62 ·
1962/63 ·
1963/64 ·
1964/65 ·
1965/66 ·
1966/67 ·
1967/68 ·
1968/69 ·
1969/70 ·
1970/71 ·
1971/72 ·
1972/73
Hoofdklasse heren:

1973/74 · 
1974/75 · 
1975/76 · 
1976/77 · 
1977/78 · 
1978/79 · 
1979/80 · 
1980/81 · 
1981/82 · 
1982/83 · 
1983/84 · 
1984/85 · 
1985/86 · 
1986/87 · 
1987/88 · 
1988/89 · 
1989/90 · 
1990/91 · 
1991/92 · 
1992/93 · 
1993/94 · 
1994/95 · 
1995/96 · 
1996/97 · 
1997/98 · 
1998/99 · 
1999/00 · 
2000/01 · 
2001/02 · 
2002/03 · 
2003/04 · 
2004/05 · 
2005/06 · 
2006/07 · 
2007/08 · 
2008/09 · 
2009/10 · 
2010/11 · 
2011/12 · 
2012/13 ·
2013/14 ·
2014/15 ·
2015/16 ·
2016/17 ·
2017/18 ·
2018/19 ·
2019/20 ·
2020/21 ·
2021/22 ·
2022/23 ·
2023/24 ·
2024/25 ·
Nederlandse competities: Hoofdklasse (zaal) · Promotieklasse · Overgangsklasse · Eerste klasse · Tweede klasse · Derde klasse · Vierde klasse · Gold Cup · Silver Cup

Nederlands kampioenschap: Lijst van Nederlandse landskampioenen hockey · Lijst van Nederlandse landskampioenen zaalhockey

Europese competities: Euro Hockey League · Europacup I · Europa Cup II · Europacup zaalhockey